# 47-й стрелковый корпус (1-го формирования)
47-й стрелковый корпус — войсковое соединение Вооружённых Сил СССР до и во время Великой Отечественной войны.

## История
Управление корпуса сформировано летом 1939 года. Принимало участие в советско-финской войне.
До войны корпус, дислоцировавшийся в Бобруйске, был почти полностью укомплектован личным составом и материальной частью. Недостаточно, всего лишь на 40-50 %, был укомплектован имуществом связи и автотранспортом отдельный батальон связи, а 47-я корпусная авиационная эскадрилья лишь на 47 %. Корпус входил в состав частей окружного подчинения.
В действующей армии с 22 июня по 22 июля 1941 года.
По плану корпус должен был передислоцироваться в Обуз-Лесьна (район Барановичи).
23 июня 1941 года управление корпуса с батальоном связи, 462-м корпусным артиллерийским полком, школой 246-го отдельного сапёрного батальона и корпусным госпиталем погрузилось на станции Березина и отправились в Минск. Утром 24 июня 1941 года управление корпуса прибыло на станцию Руденск в 40 километрах юго-восточнее Минска (дальше пути не было, поскольку железнодорожный мост был разрушен). При этом два дивизиона артиллерийского полка и батальон связи, убывшие ранее, добрались в Минск.
В ночь на 25 июня 1941 года был получен приказ от командования связаться с 4-й армией в районе Синявки (западнее Слуцка) и подчинить управлению корпуса 121-ю, 143-ю, 155-ю стрелковые дивизии и 17-й механизированный корпус. На основании этого приказа управление корпуса со школой сапёрного батальона, госпиталем и третьим дивизионом артиллерийского полка, убыло в Слуцк, где разгрузилось во второй половине дня 25 июня 1941 года и сосредоточилось в 2,5 километрах северо-восточнее города.
На тот момент, по сведениям штаба 4-й армии, предназначенные командованием фронта для корпуса дивизии и 210-я моторизованная дивизия, переданная командованием армии, отходили в направлении Несвижа. Штаб корпуса был перенесён на пути предполагаемого отхода дивизий в районе Шишицы в 25 километрах севернее Слуцка, однако стрелковые дивизии найдены не были. Обнаруженная 210-я моторизованная дивизия действовала в составе 20-го механизированного корпуса. 26 июня 1941 года, после занятия Слуцка, связь со штабом 4-й армии была потеряна.
Командир корпуса выехал в Минск для установления связи со штабом фронта, но там никого не оказалось. 27 июня 1941 года управление корпуса, дислоцированное к тому времени в районе Пырашево в 10 километрах восточнее Узды, через Пуховичи и Осиповичи, утром 27 июня 1941 года вышло на восточный берег Березины в районе Бобруйска. Город к тому времени уже был эвакуирован, мосты через реку подготовлены к взрыву, но командованию корпуса удалось установить связь со штабом армии.
В 20.00 27 июня 1941 года, по приказу командующего армией, управление корпуса возглавило боевой участок и подчинило себе сводный отряд в составе мобилизованных 365 человек в 246-й отдельный сапёрный батальон, 345 человек в 273-й отдельный батальон связи, 1000 человек сводного полка 121-й стрелковой дивизии, 400 человек 21-го дорожно-эксплуатационного полка, 500 человек Бобруйского автотракторного училища. Отряд встал на оборону Бобруйска.
В 22.00 27 июня 1941 года при появлении передовых колонн противника были взорваны три моста через Березину. Попытки противника переправиться через реку были отбиты.
28 июня 1941 года сводный отряд в течение всего дня вёл бой с противником, который под прикрытием пулемётного, миномётного и артиллерийского огня производил попытки переправиться на восточный берег Березины, и отбил все атаки. 29 июня 1941 года, после продолжительного боя, беспрерывного действия бомбардировочной и истребительной авиации противника, длившихся в течение 3—4 часов, действий танков противника, просочившихся на флангах, в 18-00 отряд начал оставлять позиции по восточному берегу реки, отходя в могилёвском и жлобинском направлениях. В 18-30 личный состав штаба корпуса начал контратаку вдоль шоссе Бобруйск — Рогачёв и сумел удержать оборону на рогачёвском направлении.
30 июня 1941 года, после новой атаки, остатки сводного отряда с двумя танками БТ начал отступление с целью занять новый рубеж по восточному берегу реки Ола в Михалёво. С утра 1 июля 1941 года отряд в составе 500 человек, при 4 орудиях батальонной артиллерии, 4 орудиях полковой артиллерии, станковом пулемёте, 4 зенитных установках и 400 винтовках, занял оборону на намеченном рубеже, подорвав мосты через реку. Вечером того же дня отряд подвергся атаке, но она была отбита. Тем не менее, отряд был охвачен с флангов, и в ночь на 2 июля 1941 года сумел переправиться за Днепр в район Рогачёва и управление корпуса сосредоточилось в 10 километрах восточнее Старого Быхова. В это время к корпусу присоединился действовавший до этого в районе Столбцов 273-й отдельный батальон связи. Остатки дорожно-эксплуатационного полка и автотракторного училища убыли.
На 3 июля 1941 года в состав корпуса входили батальон связи, 96 человек сапёрного батальона, госпиталь и ветеринарный лазарет, которые сосредоточились в 10 километрах северо-восточнее Пропойска. 5 июля 1941 года корпус отведён на переформирование в Новозыбков (в район Бартоломеевки).. В течение июля 1941 года подчинённые корпусу дивизии действовали в районе Новозыбкова, Пропойска и по реке Сож.
Управление корпуса 14 июля 1941 года отозвано в распоряжение Ставки ВГК, 22 июля 1941 года последние части управления из боёв выведены, 1 августа 1941 года управление корпуса было расформировано.

### Боевой состав
Приводится по справочнику боевого состава. В реальности, многие из частей в состав корпуса не вошли.
| Дата       | Фронт          | Армия     | В составе (стрелковые)                                                      | Другие части, в том числе приданные | Примечания |
| ---------- | -------------- | --------- | --------------------------------------------------------------------------- | --- | ---------- |
| 22.06.1941 | Западный фронт | -         | 55-я стрелковая дивизия, 121-я стрелковая дивизия, 143-я стрелковая дивизия | 420-й корпусной артиллерийский полк, 462-й корпусной артиллерийский полк, 246-й отдельный сапёрный батальон, 273-й отдельный батальон связи, 47-я отдельная корпусная авиаэскадрилья |            |
| 01.07.1941 | Западный фронт | 4-я армия | 55-я стрелковая дивизия, 121-я стрелковая дивизия, 143-я стрелковая дивизия | 420-й корпусной артиллерийский полк, 462-й корпусной артиллерийский полк, 246-й отдельный сапёрный батальон, 273-й отдельный батальон связи, 47-я отдельная корпусная авиаэскадрилья |            |
| 10.07.1941 | Западный фронт | 4-я армия | 121-я стрелковая дивизия, 143-я стрелковая дивизия                          | 246-й отдельный сапёрный батальон, 273-й отдельный батальон связи, 47-я отдельная корпусная авиаэскадрилья                                                                           |            |

### Командование
- Дашичев, Иван Фёдорович (с августа 1939 по январь 1940)
- Поветкин, Степан Иванович (с 08.07.1940 по 01.08.1941), генерал-майор[5]